# The Clash at Bond's Casino
The Clash at Bond's Casino, è un album bootleg live, che testimonia un'esibizione del gruppo musicale The Clash al Bond's International Casino, il 9 giugno del 1981.

## Storia
I Clash svolsero una serie di concerti (17 per la precisione) al Bond's International Casino di New York nel maggio e nel giugno del 1981. A causa della loro grande pubblicità, questi concerti rappresentano un momento importante della storia del gruppo. Alcune serate furono professionalmente registrate per la CBS Records o per le trasmissioni FM. La serata del 9 giugno fu registrata su più bootleg e diversi brani presenti nella scaletta di quella serata apparirono sulle tracklist di alcuni album live dei Clash, tra cui From Here to Eternity: Live.
Inizialmente erano previsti otto concerti al Bond's, dal 28 maggio al 3 giugno, ma dopo il termine della prima esibizione alcuni ispettori del corpo dei vigili del fuoco ispezionarono l'edificio, e dichiararono che la struttura non aveva le garanzie di sicurezza necessarie per ospitare più di 3200 persone, quindi la sera successiva si dovette impedire l'ingresso al circa 1500 persone. Il giorno seguente, l'edificio fu ufficialmente dichiarato soggetto a pericolo di incendi, e venne chiuso; in seguito alla chiusura si verificarono episodi di disordine pubblico in Times Square, ma infine venne trovata una soluzione: i Clash avrebbero tenuto altri quattordici concerti ad un pubblico ridotto, in modo da poter garantire lo spettacolo ad ogni possessore del biglietto. Successivamente il gruppo comprese che erano stati coinvolti in uno scontro tra gli organismi municipali e i club newyorkesi, anche se riuscirono a volgere la situazione a proprio vantaggio, infatti divennero la principale "notizia" per quasi tutte le stazioni radiotelevisive.
I concerti lasciarono una grande impronta nel panorama musicale newyorchese:
(Rick Rubin, produttore discografico)
I Clash invitarono sul palco del Bond's numerosi personaggi politici e non politici con cui si sentivano vicini culturalmente, Joe Strummer invitò il portavoce del comitato di solidarietà del popolo salvadoregno a fare un discorso durante l'esecuzione di Washington Bullets, in seguito, il 10 giugno, il poeta beat Allen Ginsberg salì sul palco recitando una poesia intitolata Capital Air.

## Scaletta del 9 giugno
1. London Calling (Joe Strummer, Mick Jones)
2. Safe European Home (Joe Strummer, Mick Jones)
3. The Leader (Clash)
4. Train in Vain (Joe Strummer, Mick Jones)
5. (White Man) in Hammersmith Palais (Joe Strummer, Mick Jones)
6. This Is Radio Clash (The Clash)
7. Corner Soul (The Clash)
8. Guns of Brixton (P. Simonon)
9. The Call Up (The Clash)
10. Bankrobber (Joe Strummer, Mick Jones, Mikey Dread)
11. Complete Control (Joe Strummer, Mick Jones)
12. Lightning Strikes [Not Once But Twice] (The Clash)
13. Ivan Meets G.I. Joe (The Clash)
14. Charlie Don't Surf (The Clash)
15. The Magnificent Seven (The Clash)
16. Broadway (The Clash)
17. Somebody Got Murdered (The Clash)
18. Police & Thieves (Murvin, Perry)
19. Clampdown (Joe Strummer, Mick Jones)
20. One More Time (The Clash)
21. Brand New Cadillac (V. Taylor)
22. The Street Parade (The Clash)
23. Janie Jones (Joe Strummer, Mick Jones)
24. Washington Bullets (The Clash)

## Formazione
- Joe Strummer -— voce, chitarra ritmica; basso in The Guns of Brixton
- Mick Jones -— chitarra solista, voce, effetti sonori
- Paul Simonon -— basso, voce; chitarra ritmica in The Guns of Brixton
- Topper Headon -— batteria, percussioni; voce in Ivan Meets G.I. Joe